# Фуцзянь (провинция Китайской Республики)
Провинция Фуцзянь (кит. трад. 福建省, пиньинь Fújiàn Shěng) — одна из провинций Китайской Республики. Статус провинции сохраняется в основном формально, в связи с тем, что правительство Китайской Республики до сих пор претендует на юрисдикцию над всей территорией Китая.

## История
Во время гражданской войны в Китае войска Китайской Республики, уступив коммунистам практически весь материковый Китай, сумели в 1949 году удержать за собой некоторые острова в Тайваньском проливе, административно относящиеся к провинции Фуцзянь.
В 1956 году из-за нарастания напряжённости и возможности возобновления боевых действий между Китайской Республикой и КНР правительство провинции Фуцзянь было переведено на Тайвань в Синьдянь, а острова были переданы под управление военной администрации. После ослабления напряжённости и развития связей между КНР и Китайской Республикой в 1992 году острова Тайваньского пролива были возвращены под управление гражданской администрации. 15 января 1996 года правительство провинции вернулось на её территорию, разместившись на архипелаге Цзиньмэнь. В 2018 году правительство провинции было упразднено; остававшиеся в его ведении функции перешли специально созданному отделу Исполнительного Юаня.

## Административное деление
Территория, находящаяся под контролем Китайской Республики, в административном плане делится на два уезда:
- Уезд Цзиньмэнь (архипелаг Цзиньмэнь)
- Уезд Ляньцзян (архипелаг Мацзу; остальная часть уезда Ляньцзян находится под контролем КНР)

## Список губернаторов провинции
- Дай Чжунъюй (戴仲玉): 1945 — май 1986
- У Цзиньцзань (吳金贊): июнь 1986 — 9 февраля 1998
- Янь Чжунчэн (顏忠誠): 10 февраля 1998 — май 2007
- Чэнь Цзинцзюнь (陳景峻): 28 декабря 2007 — 19 мая 2008
- Сюэ Сянчуань (薛香川): 20 мая 2008 — 10 сентября 2009
- Сюэ Чэнтай (薛承泰): 10 сентября 2009